# تشارلي بانكس
تشارلي بانكس (بالإنجليزية: Charlie Banks)‏ هو لاعب دوري الرغبي أسترالي، ولد في 1928.